# Mackinlaya
Mackinlaya là một chi thực vật có hoa. Theo phân loại của APG II thì chi này thuộc phân họ Mackinlayoideae của họ Apiaceae, với các hệ thống phân loại khác thì chi này thuộc họ Araliaceae. Chi này có 5 loài, phân bố chủ yếu ở Queensland, quần đảo Bismarck, đảo Solomon, New Guinea, Sulawesi và Philippines.

## Hình ảnh

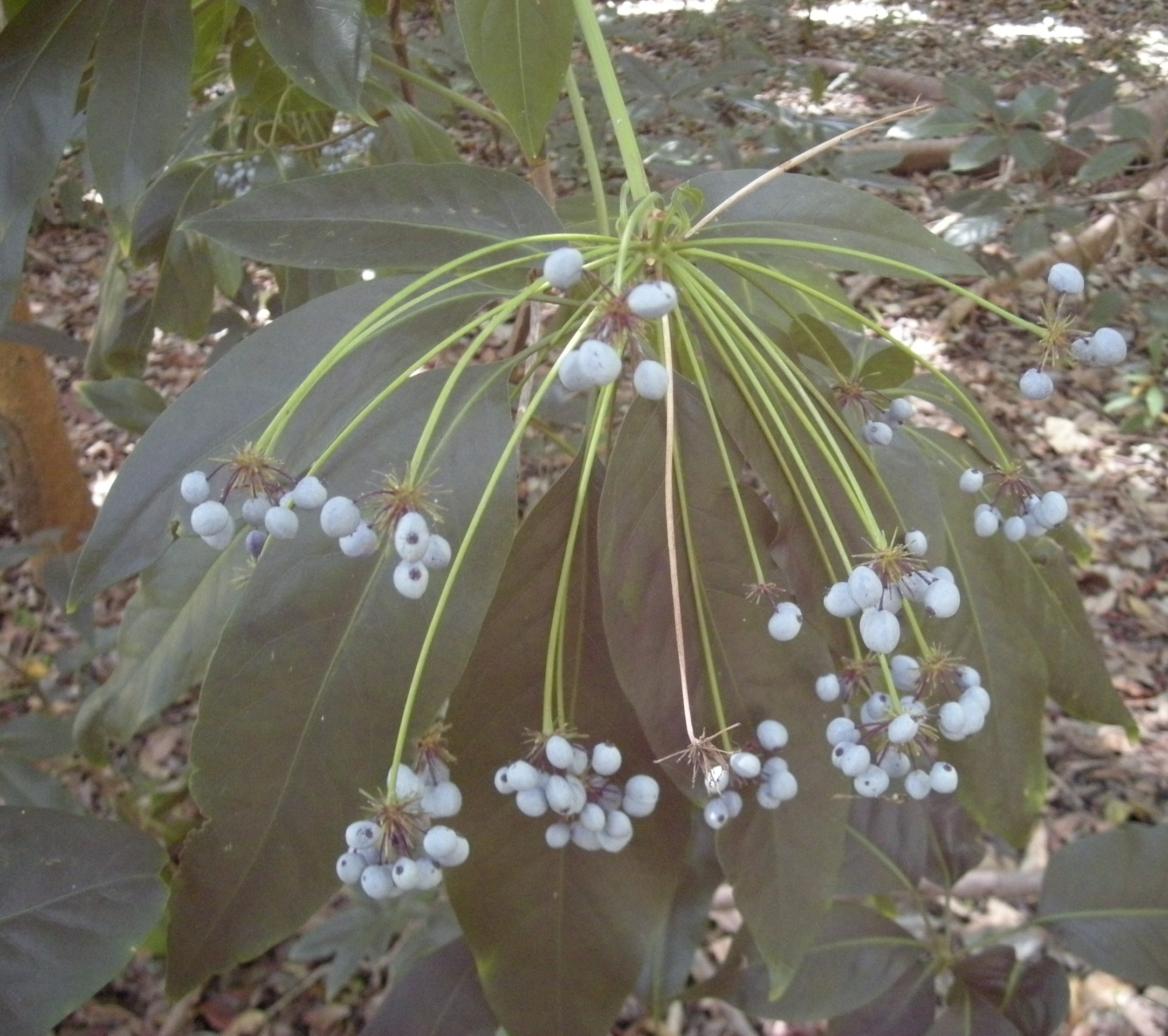